# Романовское (Калужская область)
Романовское — деревня в Козельском районе Калужской области. Входит в состав Сельского поселения «Деревня Подборки».
Расположено примерно в 2 км к северу от села Подборки.

## Население
На 2010 год население составляло 2 человека.